# Lampadaire hybride
 (février 2024).
Si vous disposez d'ouvrages ou d'articles de référence ou si vous connaissez des sites web de qualité traitant du thème abordé ici, merci de compléter l'article en donnant les références utiles à sa vérifiabilité et en les liant à la section « Notes et références ».

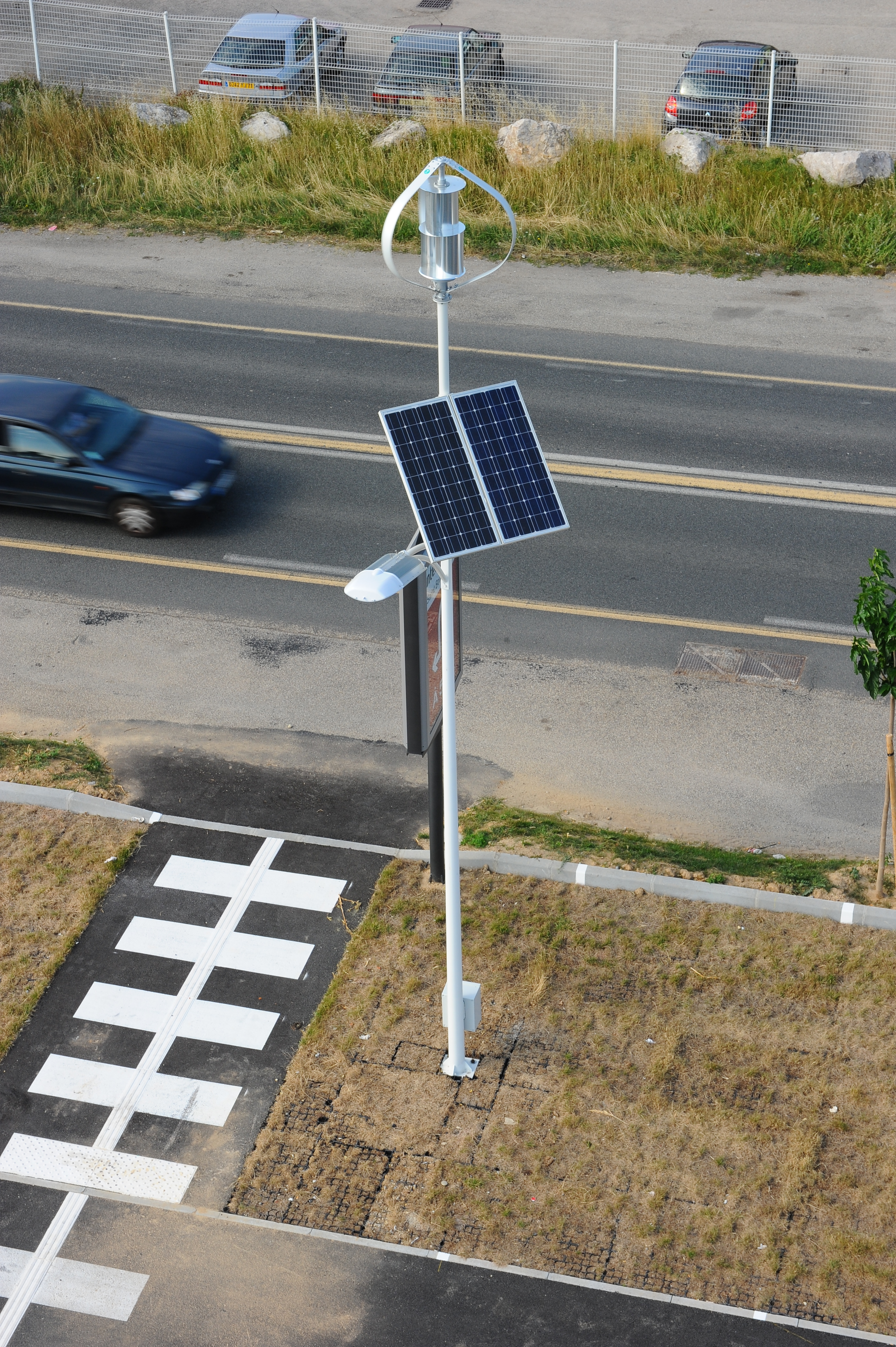
Lampadaire hybride V-light.

Un lampadaire hybride est un lampadaire autonome alimenté à la fois par l'énergie solaire et l'énergie éolienne, c'est-à-dire qu'il est équipé de panneaux solaires photovoltaïques et d'une petite éolienne. Ce type de lampadaire fournit un éclairage public totalement gratuit et entièrement écologique.

## Fonctionnement

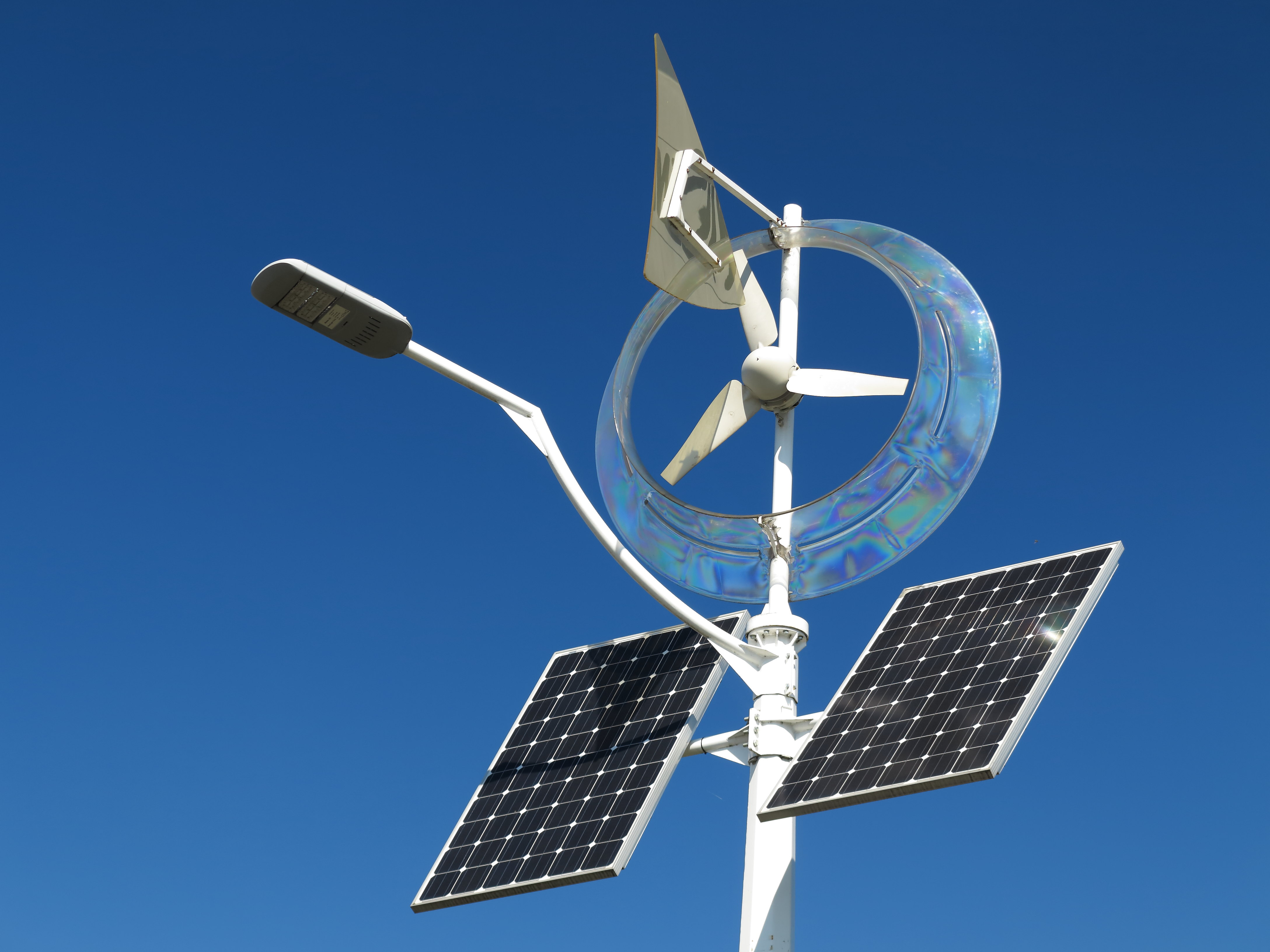
Détail d'un lampadaire hybride.

Les panneaux photovoltaïques captent la lumière du soleil et la petite éolienne capte le vent tout au long de la journée. Ils produisent de l'électricité, qui est stockée dans des batteries, puis restituée la nuit pour l'éclairage.
L'allumage et l'extinction de l'éclairage à LED sont déclenchés par un programmateur. La programmation peut se faire de deux façons : Crépusculaire (un capteur de luminosité détecte la tombée de la nuit et la lumière s'allume) ou horaire (une programmation horaire allume et éteint le lampadaire)

## Avantages
- Autonomie énergétique
- Entièrement écologique
- Installation sans tranchée et sans raccordement électrique
- Très bon outil de communication